# Francis Henry May
Francis Henry May (Dublino, 14 marzo 1860 – Suffolk, 6 febbraio 1922) è stato un diplomatico inglese.
Fu amministratore coloniale britannico come governatore delle Figi dal 1911 al 1912, e governatore di Hong Kong dal 1912 al 1919.

## Biografia

### I primi anni e l'inizio della carriera
May nacque a Dublino, in Irlanda, il 14 marzo 1860, figlio quartogenito di George Augustus Chichester May, Lord Chief Justice of Ireland, e di sua moglie Olivia Barrington. May venne educato alla Harrow School ed al Trinity College, Dublin, dove alcuni altri suoi predecessori alla carica di governatore di Hong Kong avevano studiato. Si diplomò in lettere classiche e moderne nel 1881.
Nel 1881, May venne nominato cadetto a Hong Kong dopo un'accurata selezione. Nel 1886, divenne segretario del governatore locale, Sir William Des Vœux. Fu anche il segretario privato di Digby Barker dal 1889 al 1891.
May fu anche segretario coloniale nel 1891 e tesoriere nel 1892. Fu membro del consiglio legislativo di Hong Kong nel 1895.
Dal 1893 al 1901, May fu capitano sovrintendente della polizia di Hong Kong nonché del locale distaccamento dei vigili del fuoco dal 1896 al 1902.
Venne nominato segretario coloniale di Hong Kong nell'aprile del 1902, rimanendo in servizio sino al 21 gennaio 1911, e venne quindi nominato vice amministratore di Hong Kong nel 1903, 1904, 1906, 1907 e 1910. Nel 1911, May venne nominato governatore delle Fiji e alto commissario per il Pacifico Occidentale, incarico che mantenne sino al 1912.

### Governatore di Hong Kong
Nel 1912, May venne nominato governatore di Hong Kong, posizione che occupò sino al 1918.
May fu l'unico governatore di Hong Kong ad essere stato oggetto di un tentativo di assassinio. Un colpo di pistola venne infatti sparato contro di lui nei pressi dell'ufficio generale delle poste mentre si trovava nella sua portantina, dopo essere giunto dalle Figi nel luglio 1912. May non rimase ferito ed il proiettile andò a conficcarsi nella portantina di sua moglie. L'attentatore, Li Hung Hung, covava astio contro May in quanto questi, quando era capo della polizia di Hong Kong, aveva più volte imprigionato suo padre in quanto "immigrato indesiderato". May da quel momento in poi preferì utilizzare un'automobile per i propri spostamenti.
Il 22 gennaio 1918, May personalmente ebbe a che fare con la criminalità locale nell'"Assedio di Gresson Street", dopo una battaglia per le strade di Wanchai dove cinque poliziotti erano rimasti uccisi.
Nel 1919, per il deterioramento delle sue condizioni di salute, May venne sollevato dal proprio incarico e pensionato.
Morì al Clare Priory, nel Suffolk, Inghilterra, ed ivi venne sepolto.

## Matrimonio e figli
May sposò Helena Barker nel 1891. Questa era figlio del maggiore generale Digby Barker. La coppia ebbe quattro figlie, Stella, Phoebe, Dionne e Iris. Stella sposò il generale Philip de Fonblanque.